# Tour d'Oman
Le Tour d'Oman est une course cycliste disputée au mois de février en Oman. Créé en 2010 par Amaury Sport Organisation, il fait partie de l'UCI Asia Tour, en catégorie 2.1, puis entre 2012 et 2019, la course est reclassée en catégorie 2.HC.
En 2020, elle intègre l'UCI ProSeries, le deuxième niveau du cyclisme international, mais la course est annulée après la mort du sultan d'Oman Qabus ibn Saïd, entraînant une période de deuil national de 40 jours. L'édition 2021, initialement prévue du 9 au 14 février, est également annulée le 18 janvier, en raison de la pandémie de Covid-19. Depuis 2023, le Tour d'Oman est précédé la veille par la Muscat Classic.

## Format

### Parcours
Le Tour d'Oman se déroule sur 6 étapes. Un contre-la-montre a été programmé les deux premières éditions. Depuis 2011, une arrivée en haut de la Montagne verte a lieu. Enfin, progressivement, des étapes pour puncheurs ont été introduites.

### Maillots
Le Tour d'Oman délivre quatre maillots distinctifs : 
- rouge : classement général individuel
- vert : classement général par points
- blanc : classement du meilleur jeune
- rouge et vert (2010-2015) puis blanc à pois rouges (depuis 2016) : classement de la combativité « établi par l’addition des points obtenus dans les sprints intermédiaires et dans les classements des côtes »[3] et « par les points marqués par les 3 meilleurs temps au point chrono [du] (...) contre la montre individuel »[4]

## Palmarès
| Année | Vainqueur          | Deuxième               | Troisième          |                  |
| ----- | ------------------ | ---------------------- | ------------------ | ---------------- |
| 2010  | Fabian Cancellara  | Edvald Boasson Hagen   | Cameron Meyer      |                  |
| 2011  | Robert Gesink      | Edvald Boasson Hagen   | Giovanni Visconti  |                  |
| 2012  | Peter Velits       | Vincenzo Nibali        | Tony Gallopin      |                  |
| 2013  | Christopher Froome | Alberto Contador       | Cadel Evans        |                  |
| 2014  | Christopher Froome | Tejay van Garderen     | Rigoberto Urán     |                  |
| 2015  | Rafael Valls       | Tejay van Garderen     | Alejandro Valverde |                  |
| 2016  | Vincenzo Nibali    | Romain Bardet          | Jakob Fuglsang     |                  |
| 2017  | Ben Hermans        | Rui Costa              | Fabio Aru          |                  |
| 2018  | Alexey Lutsenko    | Miguel Ángel López     | Gorka Izagirre     |                  |
| 2019  | Alexey Lutsenko    | Domenico Pozzovivo     | Jesús Herrada      |                  |
| 2020  | annulé/abandonné   | annulé/abandonné       | annulé/abandonné   | annulé/abandonné |
| 2021  | annulé/abandonné   | annulé/abandonné       | annulé/abandonné   | annulé/abandonné |
| 2022  | Jan Hirt           | Fausto Masnada         | Rui Costa          |                  |
| 2023  | Matteo Jorgenson   | Mauri Vansevenant      | Geoffrey Bouchard  |                  |
| 2024  | Adam Yates         | Jan Hirt               | Finn Fisher-Black  |                  |
| 2025  | Adam Yates         | Valentin Paret-Peintre | David Gaudu        |                  |

### Classements annexes
| Année | Points                                                      | Jeune                                                       | Combativité                                                 | Par équipes                                                 |
| 2010  | Edvald Boasson Hagen                                        | Edvald Boasson Hagen                                        | Gatis Smukulis                                              | HTC-Columbia                                                |
| 2011  | Edvald Boasson Hagen                                        | Robert Gesink                                               | Marko Kump                                                  | Leopard-Trek                                                |
| 2012  | Peter Sagan                                                 | Tony Gallopin                                               | Klaas Lodewyck                                              | RadioShack-Nissan                                           |
| 2013  | Christopher Froome                                          | Kenny Elissonde                                             | Bobbie Traksel                                              | BMC Racing                                                  |
| 2014  | André Greipel                                               | Romain Bardet                                               | Preben Van Hecke                                            | Sky                                                         |
| 2015  | Andrea Guardini                                             | Louis Meintjes                                              | Jef Van Meirhaeghe                                          | BMC Racing                                                  |
| 2016  | Edvald Boasson Hagen                                        | Brendan Canty                                               | Jacques Janse van Rensburg                                  | Dimension Data                                              |
| 2017  | Alexander Kristoff                                          | Merhawi Kudus                                               | Aimé De Gendt                                               | Dimension Data                                              |
| 2018  | Nathan Haas                                                 | Miguel Ángel López                                          | Loïc Chetout                                                | Astana                                                      |
| 2019  | Alexey Lutsenko                                             | Elie Gesbert                                                | Preben Van Hecke                                            | Katusha-Alpecin                                             |
| 2020  | Annulé en raison de la mort du sultan d'Oman Qabus ibn Saïd | Annulé en raison de la mort du sultan d'Oman Qabus ibn Saïd | Annulé en raison de la mort du sultan d'Oman Qabus ibn Saïd | Annulé en raison de la mort du sultan d'Oman Qabus ibn Saïd |
| 2021  | Annulé en raison de la pandémie de Covid-19                 | Annulé en raison de la pandémie de Covid-19                 | Annulé en raison de la pandémie de Covid-19                 | Annulé en raison de la pandémie de Covid-19                 |
| 2022  | Fernando Gaviria                                            | Anthon Charmig                                              | Peio Goikoetxea                                             | Arkéa-Samsic                                                |
| 2023  | Matteo Jorgenson                                            | Matteo Jorgenson                                            | Fredrik Dversnes                                            | Bora-Hansgrohe                                              |
| 2024  | Finn Fisher-Black                                           | Finn Fisher-Black                                           | Óscar Pelegrí                                               | UAE Team Emirates                                           |
| 2025  | Valentin Paret-Peintre                                      | Valentin Paret-Peintre                                      | Rodrigo Álvarez                                             | Q36.5 Pro Cycling Team                                      |

## Statistiques
|    | Pays             | Vainqueur | Deuxième | Troisième | Total |
| -- | ---------------- | --------- | -------- | --------- | ----- |
| 1  | Royaume-Uni      | 4         | 0        | 0         | 4     |
| 2  | Kazakhstan       | 2         | 0        | 0         | 2     |
| 3  | Italie           | 1         | 3        | 2         | 6     |
| 4  | États-Unis       | 1         | 2        | 0         | 3     |
| 5  | Espagne          | 1         | 1        | 3         | 5     |
| 6  | Belgique         | 1         | 1        | 0         | 2     |
| 6  | Tchéquie         | 1         | 1        | 0         | 2     |
| 8  | Pays-Bas         | 1         | 0        | 0         | 1     |
| 8  | Slovaquie        | 1         | 0        | 0         | 1     |
| 8  | Suisse           | 1         | 0        | 0         | 1     |
| 11 | France           | 0         | 2        | 3         | 5     |
| 12 | Norvège          | 0         | 2        | 0         | 2     |
| 13 | Colombie         | 0         | 1        | 1         | 2     |
| 13 | Portugal         | 0         | 1        | 1         | 2     |
| 15 | Australie        | 0         | 0        | 2         | 2     |
| 16 | Danemark         | 0         | 0        | 1         | 1     |
| 16 | Nouvelle-Zélande | 0         | 0        | 1         | 1     |

| Coureur              | Pays        | Étapes |
| -------------------- | ----------- | ------ |
| Alexander Kristoff   | Norvège     | 9      |
| André Greipel        | Allemagne   | 5      |
| Edvald Boasson Hagen | Norvège     | 4      |
| Peter Sagan          | Slovaquie   | 4      |
| Marcel Kittel        | Allemagne   | 3      |
| Alexey Lutsenko      | Kazakhstan  | 3      |
| Theo Bos             | Pays-Bas    | 2      |
| Mark Cavendish       | Royaume-Uni | 2      |
| Christopher Froome   | Royaume-Uni | 2      |
| Fernando Gaviria     | Colombie    | 2      |
| Robert Gesink        | Pays-Bas    | 2      |
| Vincenzo Nibali      | Italie      | 2      |
| Olav Kooij           | Pays-Bas    | 2      |